# André-Baptiste de Brancas

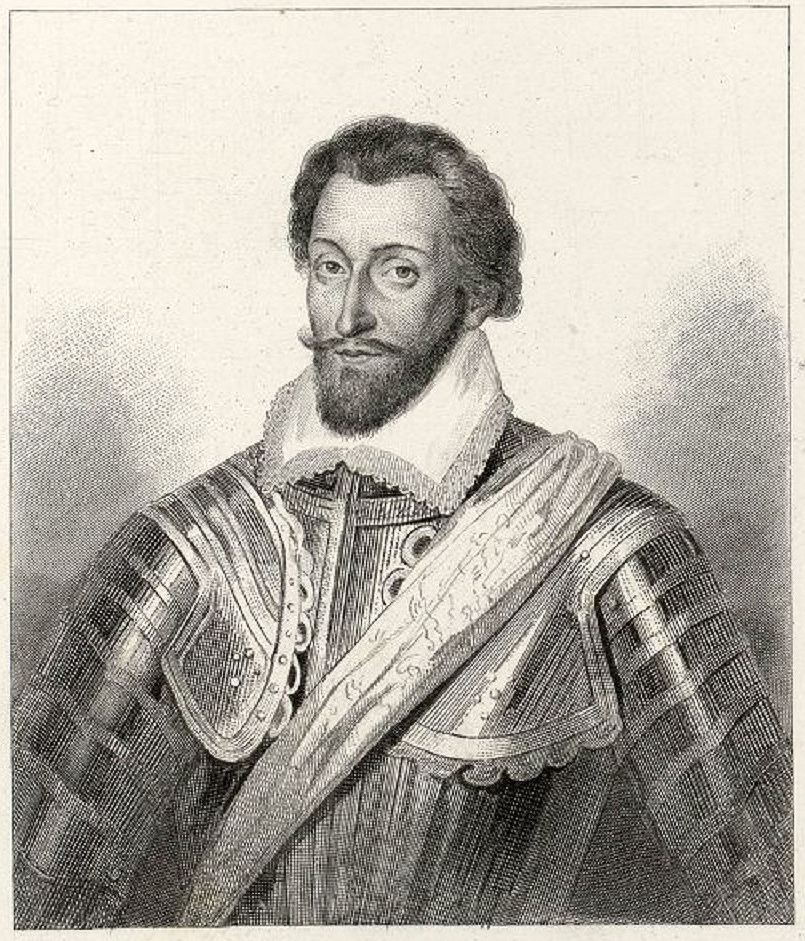
André de Brancas, Admiral von Frankreich, Gravur von Amédée Félix Bathélemy Geille (1803–1843) nach einer Zeichnung von Léopold Massard (1812–1889), Schloss Versailles

André-Baptiste de Brancas, genannt Amiral de Villars († 24. Juli 1595 bei der Belagerung von Doullens) war Seigneur de Villars und Admiral von Frankreich.

## Leben
André-Baptiste de Brancas war der zweite Sohn von Ennemond de Brancas, Seigneur et Baron d’Oyse, und Catherine de Joyeuse. Zu Beginn seiner militärischen Karriere war er Kapitän von 50 Bewaffneten. Er wurde königlicher Lieutenant-général in der Bailliage de Rouen, de Caux et de Pont-de-l’Arche, sowie Gouverneur von Le Hâvre-de-Grâce.
Von Dezember 1591 bis Mai 1592, während des achten Hugenottenkriegs (1585–1598), belagerte König Heinrich IV. von Frankreich Rouen, die Hauptstadt der Normandie, die von den Soldaten der zweiten Heiligen Liga (1584–1593) unter der Kommando von André de Brancas gehalten wurde. Die Stadt widerstand dem König bis zur Ankunft spanischer Truppen unter Alessandro Farnese (1545–1592), die die königlichen Truppen zwangen, die Belagerung aufzuheben.
André de Brancas blieb in Rouen und unterwarf sich Heinrich IV. erst 1594. Er wurde zum Gouverneur von Rouen und Calais ernannt sowie am 23. August 1594 zum Admiral von Frankreich, als der Amtsinhaber Charles de Gontaut, der spätere Herzog von Biron, zum Marschall von Frankreich befördert wurde. Am 30. September 1594 nahm er an der Sitzung des Parlements teil.
Am 22. Mai 1595 wurde er zum Ritter im Orden vom Heiligen Geist ernannt, konnte die Mitgliedschaft aber nicht mehr antreten, da er bei der Belagerung von Doullens (14.–31. Juli 1595) von den Spaniern gefangen genommen und getötet wurde.
Die Spanier unter Pedro Henriquez de Acevedo und Carlos Coloma hatten am 14. Juli 1595 den Belagerungsring um Doullens geschlossen. Zehn Tage später, am 24. Juli versuchten die Franzosen unter Henri de La Tour d’Auvergne, duc de Bouillon, André de Brancas und François d’Orléans-Longueville, die Belagerung zu beenden, wurden aber von den Spaniern geschlagen. André de Brancas wurde gefangen genommen und durch einen Kopfschuss getötet. Am 31. Juli stürmten die Spanier Doullens und ermordeten die gesamte Einwohnerschaft.
Bei seinem Tod war André de Brancas unverheiratet und kinderlos. Er wurde in Rouen bestattet. Sein Erbe wurde sein jüngerer Bruder Georges de Brancas.